# Холмистый (Ростовская область)
Холми́стый — посёлок в Константиновском районе Ростовской области.
Входит в состав Гапкинского сельского поселения.

## История
Указом Президиума Верховного Совета РСФСР от 24 февраля 1988 года посёлку второго отделения Константиновского откормсовхоза присвоено наименование посёлок Холмистый.

## Население
| 2010 |
| ---- |
| 75   |

## Улицы
- ул. Вишневая,
- ул. Западная,
- ул. Колхозная,
- ул. Солнечная,
- ул. Центральная.